# جاده ۸۲ (ایران)
جاده ۸۲ جاده‌ای در مرکز ایران است که شهر صفاشهر از استان فارس را به شهر زرند از استان کرمان متصل می‌کند و از شهرهای بوانات، هرات، شهربابک، رفسنجان می‌گذرد.